# Cotonou
Cotonou, capitala admnistrativă a statului Benin (sediul Guvernului), oraș situat pe țărmul Oceanului Atlantic (Golful Guineii).
Având 665.100 locuitori la recensământu din 2002, este cel mai mare oraș al Beninului.Întemeiat în 1830 de suveranul regatului Abomey ca târg de sclavi, Cotonou este ocupat în 1851 de francezi, care organizează aici un post militar.
Este cel mai important centru industrial (produse textile, încălțăminte, săpun, uleiuri vegetale, conserve de fructe etc.), port și aeroport al țării. De asemenea este punctul de plecare a magistralei feroviare (singura din Benin) ce se îndreaptă spre interiorul țării (Parakou).
Este principalul centru universitar și științific al țării, aici având sediul Universite Nationale du Benin, 1970, singura din țară, precum și 10 institute de cercetare.